# Кортни Гејнс
Кортни Гејнс (енгл. Courtney Gains; Лос Анђелес, 22. август 1965) амерички је глумац, најпознатији по улози Малахаја, у хорор филму Деца кукуруза из 1984. године.